# Coelops
A Coelops az emlősök (Mammalia) osztályának a denevérek (Chiroptera) rendjéhez, ezen belül a kis denevérek (Microchiroptera) alrendjéhez és a Hipposideridae családjához tartozó nem.

## Tudnivalók
A mai Coelops-fajok Délkelet-Ázsiában élnek, de a miocén korban Afrika területén is jelen voltak.

## Rendszerezés
A nembe az alábbi 3 faj tartozik:
- farkatlan levélorrú-denevér (Coelops frithi) típusfaj
- mindorói levélorrú-denevér (Coelops hirsutus)
- Robinson-levélorrúdenevér (Coelops robinsoni)

### Fordítás
- Ez a szócikk részben vagy egészben  a   Coelops című angol Wikipédia-szócikk fordításán alapul.  Az eredeti cikk szerkesztőit annak laptörténete sorolja fel. Ez a jelzés csupán a megfogalmazás eredetét és a szerzői jogokat jelzi, nem szolgál a cikkben szereplő információk forrásmegjelöléseként.